# 中尾佐助
中尾 佐助（なかお さすけ、1916年8月16日 - 1993年11月20日）は、日本の植物学者。専門は、遺伝育種学・栽培植物学。ヒマラヤ山麓から中国西南部を経て西日本に至る「照葉樹林帯」における文化的共通性に着目した「照葉樹林文化論」を提唱した。大阪府立大学名誉教授。

## 経歴

### 出生から修学期
1916年、愛知県豊川市金屋町で生まれた。1935年、第八高等学校理科甲類に入学。1938年3月に卒業し、翌1939年4月、京都帝国大学農学部に入学。1941年、同大学同学部農林生物学科卒業。

### 農学者として
同1943年、同大学理学部の応用植物学講座副手に採用された。応用植物学講座に所属し、研究に従事した。1942年2月、臨時召集を受けて陸軍中部62部隊に所属したが、同年5月に召集解除となり、財団法人木原生物学研究所に嘱託として勤務することとなった。1944年７月、蒙古聯合自治政府領・張家口に西北研究所が設立されると、所員となった。しかしながら時局の悪化に伴い、1945年4月に再び臨時召集。陸軍15604部隊に属し、終戦を迎えた。同年10月に復員。

### 太平洋戦争後
帰国後の1945年10月、財団法人木原生物学研究所副所員に就いた。1949年5月、京都大学農学部副手を辞職して浪速大学農学部講師に就任。大学では、遺伝育種学講座を担当した。1951年に同助教授、1961年に同教授に昇格。1962年、学位論文「Studies on the taxonomy, origins and transmittance of the crops in the Sino-Himalayan range」を京都大学に提出して農学博士の学位を取得。
この間、1955年（昭和30年）5月から10月にかけて、木原均が組織した京都大学カラコルム・ヒンズークシ学術探検隊に参画。帰国後の1956年（昭和31年）4月23日、皇居で行われた探検隊植物班の合同進講に参加。「カラコルム氷河地帯の植生に就いて」と題した進講を行った。
1980年に大阪府立大学を定年退職し、名誉教授となった。その後は鹿児島大学教授となり、鹿児島大学南方地域総合研究センター長をつとめた。1982年、鹿児島大学を定年退職。
1993年に死去。墓は京都嵯峨野天龍寺にある。

## 受賞・栄典
- 1960年：第8回日本エッセイストクラブ賞。『秘境ブータン』に対して。
- 1962年：なにわ賞を受賞。文化振興につくした業績による。
- 1987年：第41回毎日出版文化賞を受賞。『花と木の文化史』に対して。
- 1989年：勲三等旭日中綬章[6]
- 1990年：第26回秩父宮記念学術賞を受賞。「栽培植物と農耕の起源に関する文化複合の民族植物学的研究」の業績により。

## 研究内容・業績
京大在学中から、朝鮮北部、モンゴル、ネパール、ブータン、インド北東部、ミクロネシア、サハリンなどを探検し、植物分布などの学術調査を行った。1952年、日本山岳会のマナスル踏査隊に参加し、また1958年には日本人として初めてブータンを訪問し、単身踏査。ネパール・ヒマラヤの照葉樹林帯における植生や生態系を調査する中で、そこに生活する人々の文化要素に日本との共通点が多いことを発見、後に佐々木高明らとともに「照葉樹林文化論」を提唱するに至る。
指導学生
- 西岡京治：中尾の大阪府立大学時代の教え子である西岡京治は、コロンボ計画の一環としてブータンの農業技術指導に半生を捧げ、後に国の恩人としてジグミ・シンゲ・ワンチュク国王から最高爵位を受けている。

## 家族・親族
- 夫人：稲垣和子

## 著作
著書
- 『秘境ブータン』毎日新聞社 1959
  - 文庫化 現代教養文庫
  - 岩波現代文庫 2011年
- 『ヒマラヤの花』毎日新聞社 1964
- 『栽培植物と農耕の起源』岩波新書 1966
- 『アジア文化探検』講談社現代新書 1968

- 『ニジェールからナイルへ 農業起源の旅』講談社 1969
  - 『農業起源をたずねる旅-ニジェールからナイルへ』岩波書店(同時代ライブラリー) 1993
- 『料理の起源』日本放送出版協会(NHKブックス) 1972
  - 再版シリーズ所収 吉川弘文館(読みなおす日本史) 2012
- 『栽培植物の世界』中央公論社(自然選書) 1976
- 『現代文明ふたつの源流 照葉樹林文化・硬葉樹林文化』朝日選書 1978
- 『花と木の文化史』岩波新書、1986
- 『分類の発想：思考のルールをつくる』朝日選書、1990

著作集
- 『中尾佐助著作集』（全6巻) 北海道大学図書刊行会、2004-2006

1. 1巻『農耕の起源と栽培植物』
2. 2巻『料理の起源と食文化』
3. 3巻『探検博物学』
4. 4巻『景観と花文化』
5. 5巻『分類の発想』
6. 6巻『照葉樹林文化論』

共編著
- 『続・照葉樹林文化　東アジア文化の源流』上山春平・佐々木高明共著、中公新書 1976
- 『日本文化の系譜 対論3　上山春平』徳間書店 1982
- 『ブータンの花：FLOWERS OF BHUTAN』西岡京治と共著、朝日新聞社 1984
- 『照葉樹林文化と日本』佐々木高明と共著、くもん出版 1992
- 『オーストロネシアの民族生物学 東南アジアから海の世界へ』秋道智彌共編、平凡社 1999